# Frederick Palmer

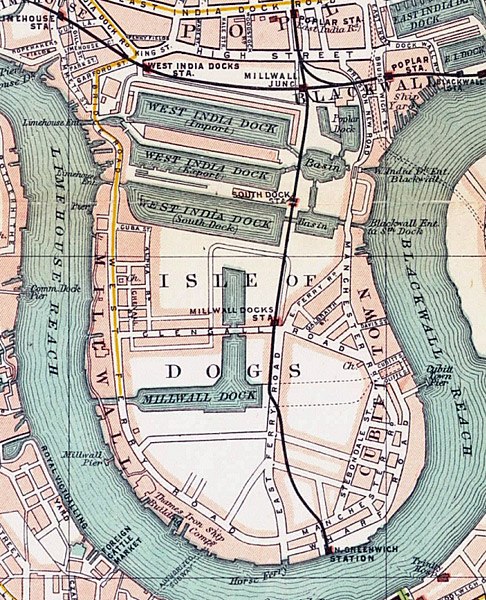
Mapa de los Muelles de las Indias Occidentales

Frederick Palmer (31 de enero de 1862 – 7 de abril de 1934) fue un ingeniero civil británico.
Palmer nació en Carmarthenshire, Gales, en 1860. Palmer realizó varios proyectos en los Muelles de las Indias Occidentales. La primera fue la construcción de varios cobertizos en la sección de Importación de los Muelles entre 1912 y 1917. Entre 1926 y 1930 se construyeron cinco más en el Muelle Sur y entre 1929 y 1930 se construyeron cuatro más en la sección de Exportación de los Muelles.
Palmer desempeñó el papel de presidente de la Institución de Ingenieros Civiles (ICE) entre noviembre de 1926 y noviembre de 1927. Su hijo, John Palmer, hizo una donación de un fondo de dotación para el ICE en 1960 para conmemorar el centenario del nacimiento de su padre. El fondo suministró un premio monetario y un documento presentado al ICE en los temas económicos y financieros de la ingeniería civil.